# Ильимани
Ильима́ни (айм. Jillimani, исп. Illimani, произносится ближе к «Ийимани») — гора в Боливии.
Вершина её является высочайшей точкой хребта Кордильера-Реаль (6439 м) и второй по высоте в стране.
Гора представляет собой небольшой массив с четырьмя выделяющимися пиками, сложенный гранитами и гранодиоритом кайнозойской складчатости. Снежная линия расположена на высоте 4570 м над уровнем моря, ледники — выше 4900 м.
Первая попытка покорить вершину была предпринята в 1877 году Карлом Винером и двумя проводниками. Им не удалось достигнуть высочайшей точки, но удалось взойти на юго-восточную вершину, на которой был установлен французский флаг, а пику дано название Пик-Париж. В 1898 году барон Конуэй с двумя швейцарцами смогли достигнуть высшей точки массива.

## Происшествия
Ильимани прекрасно виден из Эль-Альто и Ла-Паса, являясь достопримечательностью и одним из символов этих городов. Также гора известна новогодней катастрофой 1985 года, высочайшим (около 6000 м) столкновением самолёта с Землёй. На большей высоте были лишь столкновения в воздухе.
7 июня 2003 года в горах погибли офицеры армии США майор Кеннте Р. Миллер и полковник Пол Каппельман, а также их гид Висенте Перес.
2 мая 2017 года в горах сошла лавина, в результате которой погиб немецкий альпинист, а его гид получил тяжелые травмы, но остался жив.

## Галерея

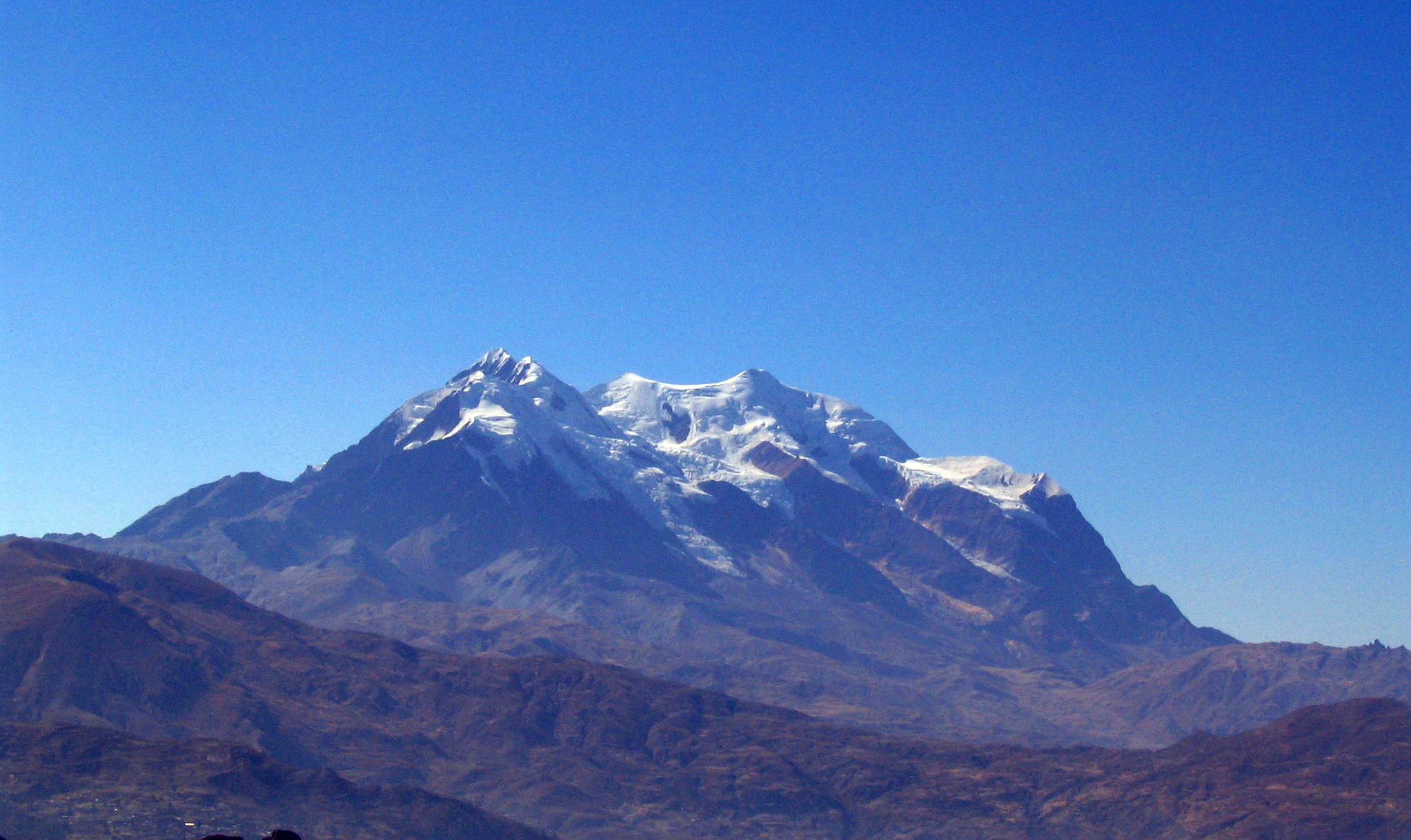
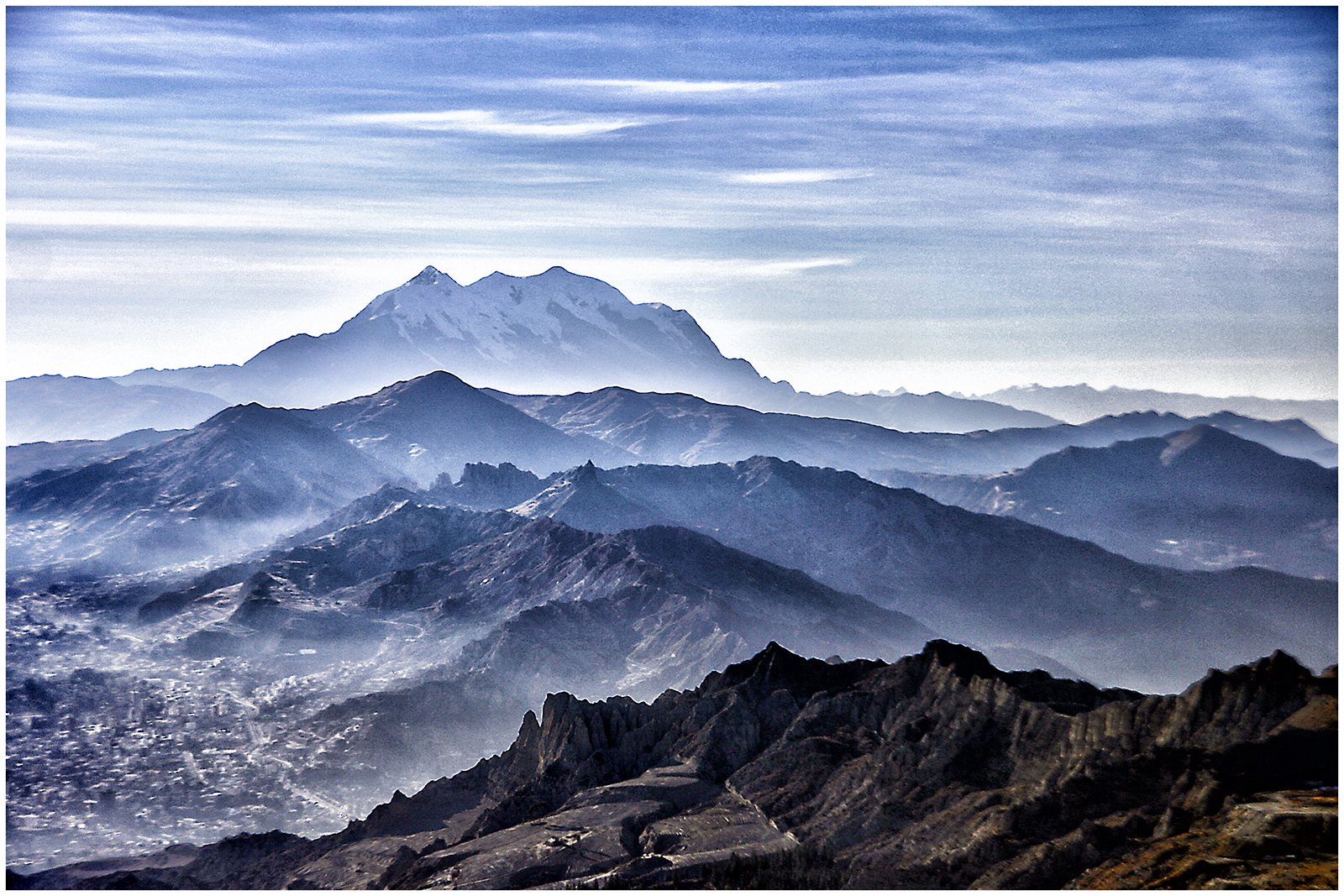
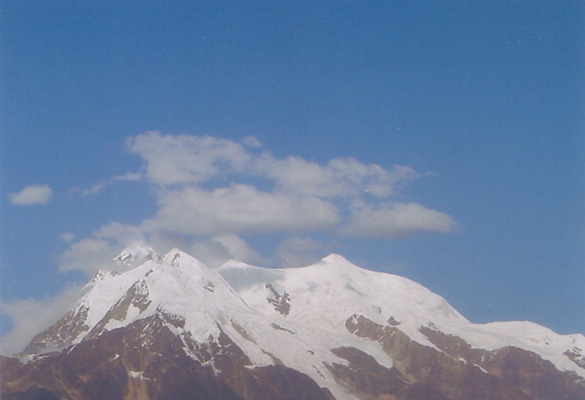
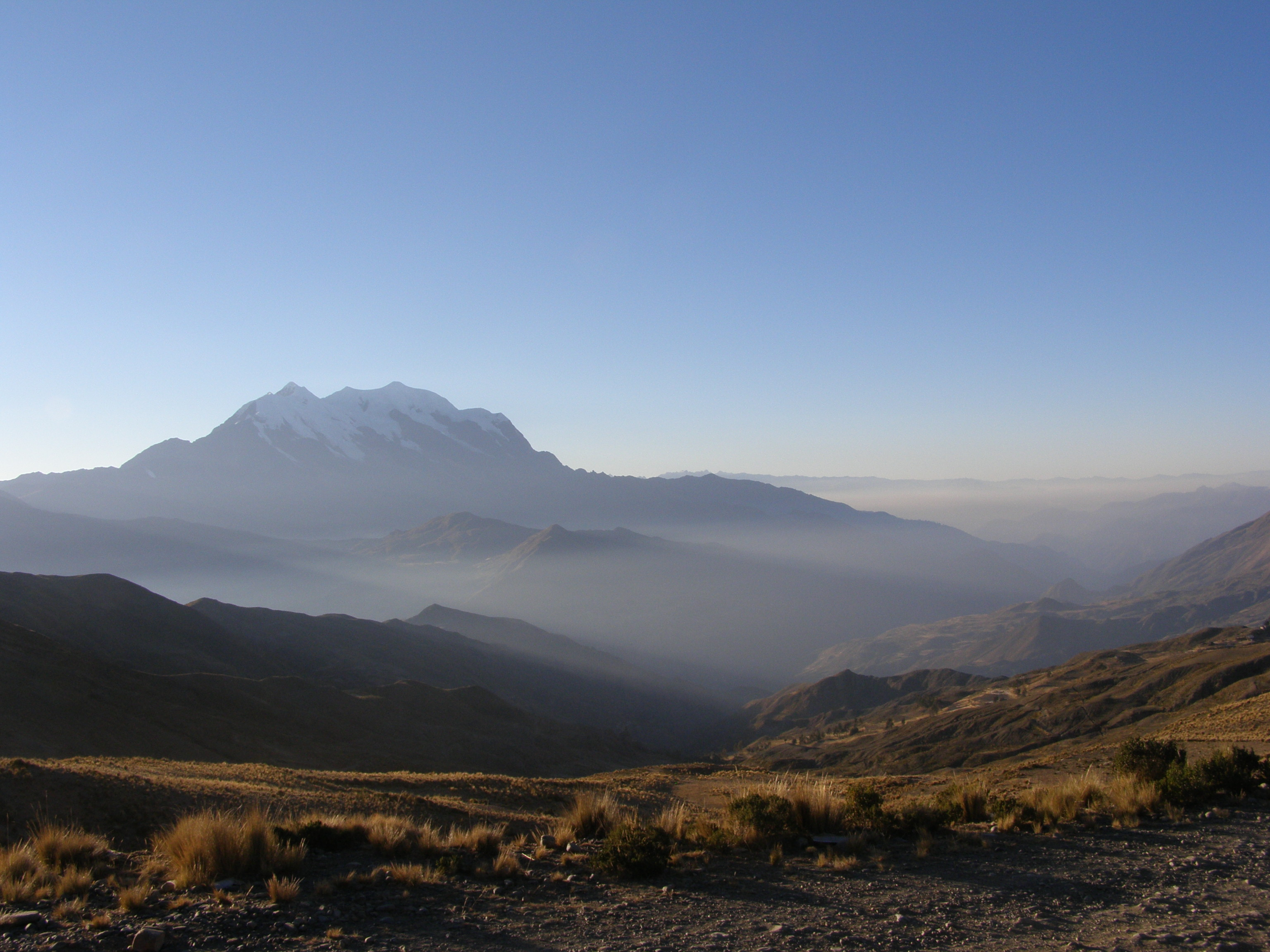